# Igor Tudor
Igor Tudor (født 16. april 1978 i Split, Jugoslavien) er en tidligere kroatisk fodboldspiller og nuværende træner for Serie-A klubben Juventus, der spillede som midterforsvarer eller alternativt defensiv midtbanespiller. Han repræsenterede på klubplan Hajduk Split i hjemlandet og italienske Juventus, og havde desuden et lejeophold hos AC Siena. Med Juventus var han med til at vinde to italienske mesterskaber.

## Landshold
Tudor spillede i årene mellem 1997 og 2006 55 kampe for Kroatiens landshold, hvori han scorede tre mål. Han var en del af den trup der overraskende vandt bronze ved VM i 1998 i Frankrig, og deltog også ved EM i 2004 og VM i 2006.

## Titler
Serie A
- 2002 og 2003 med Juventus

Supercoppa Italiana
- 2002 og 2003 med Juventus